# Hippoporella fastigatoavicularis
Hippoporella fastigatoavicularis is een mosdiertjessoort uit de familie van de Hippoporidridae. De wetenschappelijke naam van de soort is voor het eerst geldig gepubliceerd in 1955 door Kluge.